# أحمد عبد الله الشمري
أحمد عبد الله الشمري، ممثل كويتي. دخل المجال الفني في عام 1998 ومازال مستمر فيه.

## روابط خارجية
- أحمد عبد الله الشمري على موقع قاعدة بيانات الأفلام العربية